# 藤村哲也
藤村 哲也（ふじむら てつや、1947年 - ）は、兵庫県出身の日本の野球選手（内野手）、野球指導者。阪神タイガースに在籍した藤村富美男の長男である。叔父に同じく野球選手の藤村隆男、実弟に同じく野球選手の藤村雅美がいる。

## 来歴・人物
育英高等学校では2年生の1964年、三塁手として同期のエース鈴木啓示を擁し、夏の甲子園県予選決勝に進出するが、滝川高の芝池博明に0-1で完封を喫する。翌1965年の春の選抜に出場し、2回戦（初戦）で徳島商の利光高明投手（日本生命）に抑えられ1-3で敗れる。同年夏の県予選決勝では報徳学園のエース・谷村智博と鈴木の投手戦となり、9回裏0-1xでサヨナラ負けを喫し、夏の甲子園出場はならなかった。
1966年、法政大学に進学した。東京六大学野球リーグでは在学中に3度の優勝を経験する。大学同期に山中正竹、江本孟紀両投手、黒田正宏捕手、堀井和人外野手がいた。
卒業後は黒田とともに本田技研に入社し、1970年の都市対抗野球に出場した。1972年、本田技研鈴鹿に移り、同年の都市対抗にチームとして初出場を果たした。1974年には第1回社会人野球日本選手権大会にコーチ兼任で出場した。その後は大塚勝秋（久留米商 - 法大）に続く2代目監督となり以降10年務める。1978年の都市対抗ではチームをベスト4に導いた。
長男・一仁、次男・賢ともに三重県の海星高等学校で甲子園に出場している。